# Rastellus africanus
Rastellus africanus is een spinnensoort uit de familie Ammoxenidae. De soort komt voor in Namibië en Botswana.